# Tenedos quimbaya
Espèce
Tenedos quimbaya est une espèce d'araignées aranéomorphes de la famille des Zodariidae.

## Distribution
Cette espèce est endémique de Colombie. Elle se rencontre dans les départements de Risaralda, de Caldas et de Quindío.

## Description
Le mâle holotype mesure 3,59 mm et la femelle paratype 3,77 mm, les mâles mesurent de 3,59 à 4,11 mm et les femelles de 3,39 à 4,03 mm.

## Systématique et taxinomie
Cette espèce a été décrite par Martínez et Brescovit en 2023.

## Étymologie
Son nom d'espèce lui a été donné en référence au lieu de sa découverte, le sanctuaire de faune et de flore d'Otún Quimbaya.

## Publication originale
- Martínez, Brescovit & Martínez, 2023 : « Revealing the diversity of ant-eating spiders in Colombia II: morphology, distribution, and taxonomy of the trilobatus group of the genus Tenedos O. Pickard-Cambridge, 1897 (Araneae: Zodariidae). » Zootaxa, no 5328(1), p. 1-66.